# Fábio Santos (football, 1980)
Pour les articles homonymes, voir Fábio Santos et Santos (homonymie).
Fábio dos Santos Barbosa, plus communément appelé Fábio Santos (né le 9 octobre 1980 à Campina Grande, Paraíba) est un footballeur brésilien qui évolue au poste de milieu défensif.

## Biographie
Ce joueur brésilien surnommé Fabio la Castagne est formé au club brésilien de l'EC Santo André. Il effectue la majeure partie de sa carrière au Brésil, avant une brève escale européenne au club portugais du CD Nacional, à Madère.
En janvier 2007, Fabio Santos signe un contrat de trois ans et demi avec l'OL pour une indemnité de transfert de 4.2 millions d'euros. Après une première demi-saison difficile où il joue peu, il réussit enfin à se montrer et enchaîne quelques bonnes performances à l'automne 2008.
En janvier 2008, le numéro 26 lyonnais est prêté pour 6 mois au São Paulo FC, parce que son épouse avait refusé de venir en Europe, étant enceinte. Après 24 matches et 1 but sous les couleurs du club brésilien, Fabio Santos revient à Lyon pour la reprise de la saison 2008-2009. Blessé avant même le début du championnat, il disparaît à nouveau des terrains pendant de longs mois. De retour de blessure, il disputera quelques rencontres en défense, sans vraiment convaincre. 
En mai 2009, il est évincé du groupe professionnel à la suite d'une altercation avec Claude Puel à la mi-temps du match Valenciennes-Lyon. Ce comportement lui vaudra 10 jours de mise à pied. Jean-Michel Aulas confirme que le départ du joueur sera facilité au prochain mercato. En accord avec le club, son contrat est résilié le 13 mai 2009. Quelques jours plus tard, il signe au Fluminense FC et rejoint Fred, son ancien coéquipier à l'Olympique lyonnais. Le joueur décide de raccrocher les crampons le 25 mai 2010. Il n'aura joué que 20 matchs en trois ans.

## Palmarès
- EC Santo André
  - Championnat de l'État de São Paulo (2e division) en 2000

- AD São Caetano
  - Championnat de l'État de São Paulo en 2004

- Cruzeiro EC
  - Championnat de l'État du Minas Gerais en 2006

- Olympique lyonnais
  - Champion de France en 2007 et 2008
  - Vainqueur du Trophée des champions en 2007
  - Vainqueur de la Peace Cup en 2007
  - Finaliste de la Coupe de la Ligue en 2007

- São Paulo FC
  - Champion du Brésil en 2008